# Berylsimpsonia
Berylsimpsonia B.L.Turner, 1993 è un genere di piante angiosperme dicotiledoni della famiglia delle Asteraceae.

## Descrizione
Le specie di questo gruppo hanno un habitus perenne, arbustivo e rampicante. I fusti sono lunghi fino a 1 - 5 metri. Ai nodi sono presenti delle spine ricurve. Le specie sono prive di lattice.
Le foglie lungo il caule sono disposte in modo alternato. Le foglie sono semplici con corti piccioli; la forma della lamina varia da intera a seghettata ed è sparsamente spinosa.
Le infiorescenze sono composte da capolini ascellari raccolti in formazioni cimose. I capolini, sessili o brevemente peduncolati, sono formati da un involucro a forma spiraleggiante composto da brattee (o squame) all'interno delle quali un ricettacolo fa da base ai fiori. Le brattee, simili a foglie, disposte su 3 - 4 serie in modo embricato sono di vario tipo e consistenza. Il ricettacolo è pubescente.
I fiori sono tetraciclici (a cinque verticilli: calice – corolla – androceo – gineceo) e in genere pentameri (ogni verticillo ha 5 elementi). I fiori, da 3 a 6 per capolino, sono ermafroditi e fertili.
- Formula fiorale:

*/x K {\displaystyle \infty }, [C (5), A (5)], G 2 (infero), achenio
- Calice: i sepali del calice sono ridotti ad una coroncina di squame.
- Corolla: in genere le corolle sono bilabiate: il labbro esterno termina con tre denti, quello interno con due profondi lobi arrotolati. Le corolle sono colorate di giallo.
- Androceo: l'androceo è formato da 5 stami con filamenti liberi e antere saldate in un manicotto circondante lo stilo.[9] Le antere in genere hanno una forma sagittata con lunghe appendici apicali acute. Le teche sono calcarate (provviste di speroni) e provviste di code. Il polline normalmente è tricolporato a forma sferica (può essere microechinato).
- Gineceo: il gineceo ha un ovario uniloculare infero formato da due carpelli.[9]. Lo stilo è unico e con due stigmi. La base è allargata e glabra, ma manca del caratteristico nodo. Gli apici degli stigmi sono glabri, rotondi o ottusi e brevemente papillati. L'ovulo è unico e anatropo.

I frutti sono degli acheni con pappo. La forma degli acheni vari da fusiforme a strettamente oblanceolata; le pareti sono ricoperte da coste (raramente sono presenti dei rostri) e sono glabre (o eventualmente setolose). Il carpoforo (o carpopodium) è uno stretto anello o corto cilindro oppure è assente. Il pappo (raramente è assente) è formato da setole disposte su 2 - 3 serie (in alcuni casi sono uniseriate), sono barbate o piumose del tutto o a volte sono subpiumose solo apicalmente, ed è direttamente inserito nel pericarpo o connato in un anello parenchimatico posto sulla parte apicale dell'achenio.

## Biologia
- Impollinazione: l'impollinazione avviene tramite insetti (impollinazione entomogama tramite farfalle diurne e notturne).
- Riproduzione: la fecondazione avviene fondamentalmente tramite l'impollinazione dei fiori (vedi sopra).
- Dispersione: i semi (gli acheni) cadendo a terra sono successivamente dispersi soprattutto da insetti tipo formiche (disseminazione mirmecoria). In questo tipo di piante avviene anche un altro tipo di dispersione: zoocoria. Infatti gli uncini delle brattee dell'involucro si agganciano ai peli degli animali di passaggio disperdendo così anche su lunghe distanze i semi della pianta.

## Distribuzione
Le specie di questo genere si trovano a Cuba, Repubblica Dominicana, Haiti e Porto Rico.

## Tassonomia
La famiglia di appartenenza di questo genere (Asteraceae o Compositae, nomen conservandum) è la più numerosa del mondo vegetale e comprende oltre 23000 specie distribuite su 1535 generi (22750 specie e 1530 generi secondo altre fonti). La sottofamiglia Mutisioideae (suddivisa in tre tribù) è una delle 14 sottofamiglie nella quale è stata suddivisa la famiglia Asteraceae.

### Filogenesi
La sottofamiglia Mutisioideae, nell'ambito delle Asteraceae occupa una posizione "basale" (si è evoluta precocemente rispetto al resto della famiglia) ed è molto vicina alla sottofamiglia Stifftioideae. La tribù Nassauvieae con la tribù Mutisieae formano due "gruppi fratelli" ed entrambe rappresentano il "core" della sottofamiglia.
Il genere Berylsimpsonia appartiene alla tribù Nassauvieae. In alcuni studi più recenti (2018) il genere di questa voce risulta appartenere ad un clade (interno alla tribù) formato dai generi Berylsimpsonia, Dolichlasium, Jungia e Trixis.
I caratteri distintivi per le specie di questo genere sono:
- il portamento delle specie è rampicante con nodi spinati;
- le corolle sono bilabiate;
- i bracci dello stilo sono incoronati a papille.

### Elenco specie
Questo genere comprende le seguenti 2 specie:
- Berylsimpsonia crassinervis (Urb.) B.L.Turner
- Berylsimpsonia vanillosma (C.Wright) B.L.Turner